# 4316 Бабінкова
4316 Бабінкова (4316 Babinkova) — астероїд головного поясу, відкритий 14 жовтня 1979 року.
Тіссеранів параметр щодо Юпітера — 3,287.